# Barbara Mikołajczyk
Barbara Ewa Mikołajczyk (ur. 26 grudnia 1966) – polska prawniczka, profesor nauk prawnych, nauczycielka akademicka Uniwersytetu Śląskiego, specjalista w zakresie prawa międzynarodowego publicznego.

## Życiorys
W 1990 ukończyła studia prawnicze na Wydziale Prawa i Administracji Uniwersytetu Śląskiego. W 1995 na tym samym wydziale na podstawie napisanej pod kierunkiem Genowefy Grabowskiej rozprawy pt. Ochrona mniejszości w prawie międzynarodowym otrzymała stopień naukowy doktora nauk prawnych w zakresie prawa, specjalność: prawo międzynarodowe publiczne. Tam też w 2005 na podstawie dorobku naukowego oraz rozprawy pt. Osoby ubiegające się o status uchodźcy. Ich prawa i standardy traktowania uzyskała stopień doktor habilitowanej nauk prawnych w zakresie prawa, specjalność: prawo międzynarodowe publiczne. W 2015 prezydent RP nadał jej tytuł naukowy profesora nauk prawnych.
Od 1990 zawodowo związana z macierzystym wydziałem. Została tamże profesor nadzwyczajną, kierowniczką Katedry Prawa Międzynarodowego Publicznego i Prawa Europejskiego, zastępczynią dyrektora Instytutu Nauk Prawnych, prodziekanką WPiA UŚl (2005–2012).
W latach 2012–2014 pełniła funkcję sędzi ad hoc Europejskiego Trybunału Praw Człowieka. W latach 1999–2004 była członkinią Rady do Spraw Uchodźców.
Specjalizuje się w zagadnieniach z zakresu praw człowieka, prawa migracyjnego oraz humanitarnego.